# Reologia
A reologia (do Grego ῥέω rhéō, "fluxo" e -λoγία, -logia, "estudo do") é o ramo da ciência que estuda as deformações e escoamentos da matéria.
A viscosidade é a propriedade reológica mais conhecida, e a única que caracteriza os fluidos newtonianos.

## Definição
A palavra reologia vem do grego rheo = fluxo e logos = estudo, sendo sugerido pela primeira vez por Bingham e Crawford, para descrever o fluxo, no caso de materiais líquidos e deformação, no caso de materiais sólidos. (MARTIN, A. Physical Pharmacy. 1993)
É o ramo da física que estuda a viscosidade, plasticidade, elasticidade e o escoamento da matéria, ou seja, um estudo das mudanças na forma e no fluxo de um material, englobando todas estas variantes. Podemos então concluir que é a ciência responsável pelos estudos do fluxo e deformações decorrentes deste fluxo, envolvendo a fricção do fluido.
Esta fricção ocorre internamente no material, onde uma camada de fluido possui uma certa resistência ao se deslocar sobre outra. Tudo isto envolve uma complexidade de fatores. O tamanho e geometria de cadeia é um exemplo possível. Enquanto temos os solventes que possuem uma viscosidade desprezível, temos também as resinas, com uma viscosidade elevada, graças ao tamanho de sua cadeia polimerizada. Ambos são compostos orgânicos, mas seus comportamentos são totalmente diferentes.
- Viscosidade Aparente: É aquela medida em um único ponto e através de cisalhamento constante. É expressa por unidades de Poise (1p=0,1Pa.s) ou centiPoise (mPa.s). Utilizada na leitura de viscosidade de fluidos pseudo-plásticos. Viscosímetros: Brookfield, Haake.
- Viscosidade Cinemática: é aquela medida por um sistema de geometria que utiliza-se da gravidade para sua obtenção de medida. Medida por copos, tem como método a contagem, através de um cronômetro, do tempo gasto para o fluido escorrer pelo orifício inferior destes copos.
- Viscosidade Absoluta: é aquela que é medida por um sistema de geometria que não sofre influência da gravidade para a obtenção desta medida.